# 貝克冰原島峰

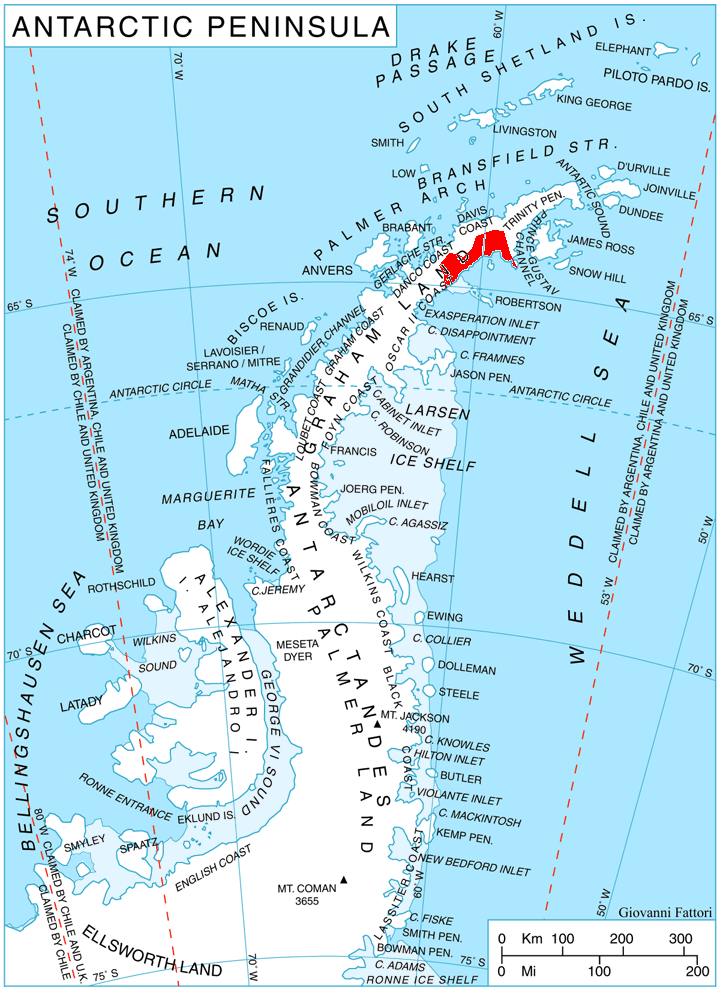

貝克冰原島峰（英語：Bekker Nunataks），是南極洲的冰原島峰，位於葛拉漢地的努登舍爾德海岸，處於德里加爾斯基冰川北岸和恩拉沃塔冰川西南岸，由英國探險隊測量繪入地圖，現時由南極條約體系管理。

## 外部連結
- SCAR Composite Antarctic Gazetteer（页面存档备份，存于）.

64°42′S 60°50′W / 64.700°S 60.833°W